# Vienna City Marathon

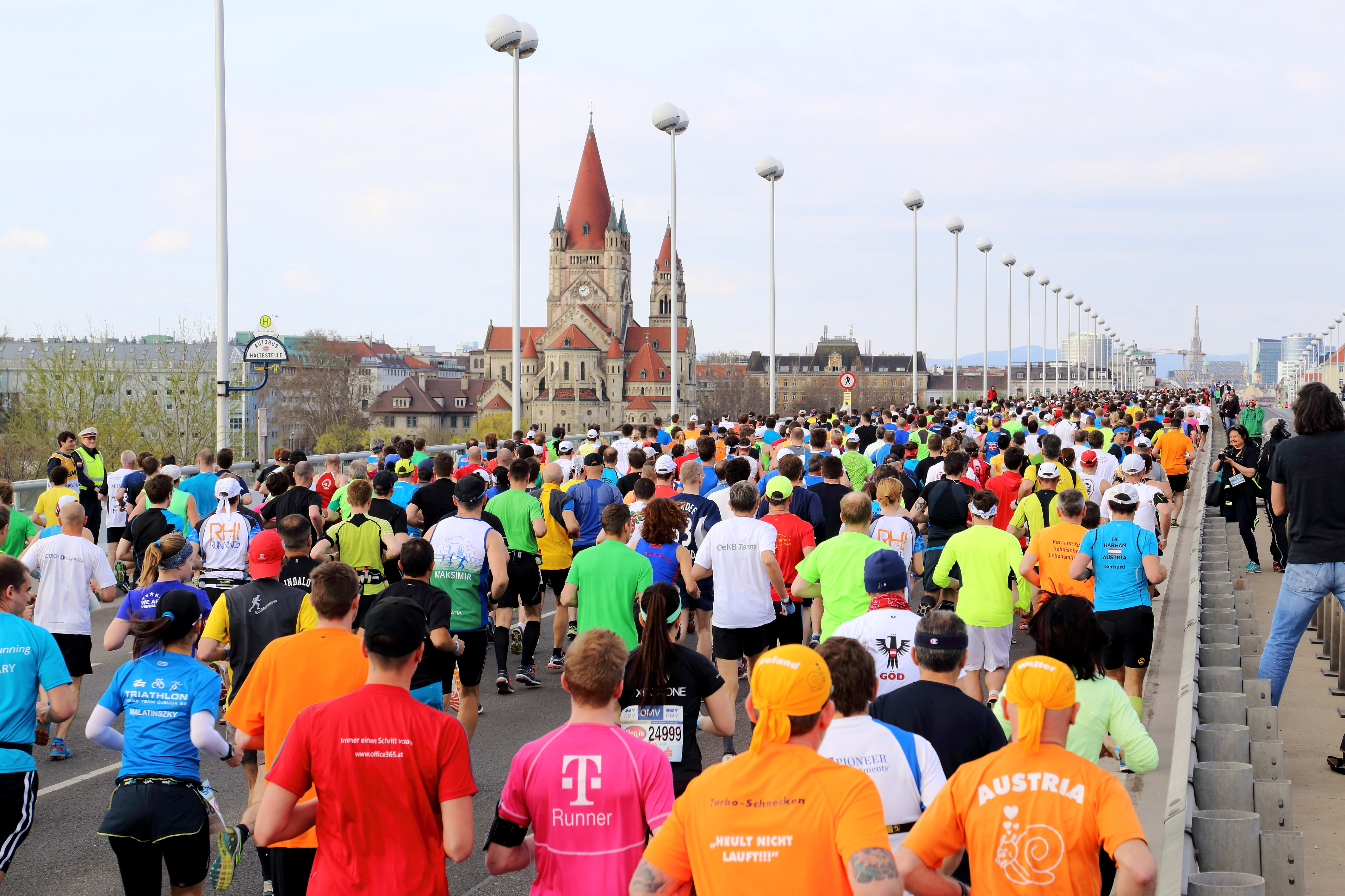
32. Vienna City Marathon, 2015 (Reichsbrücke, Blick auf Mexikokirche)

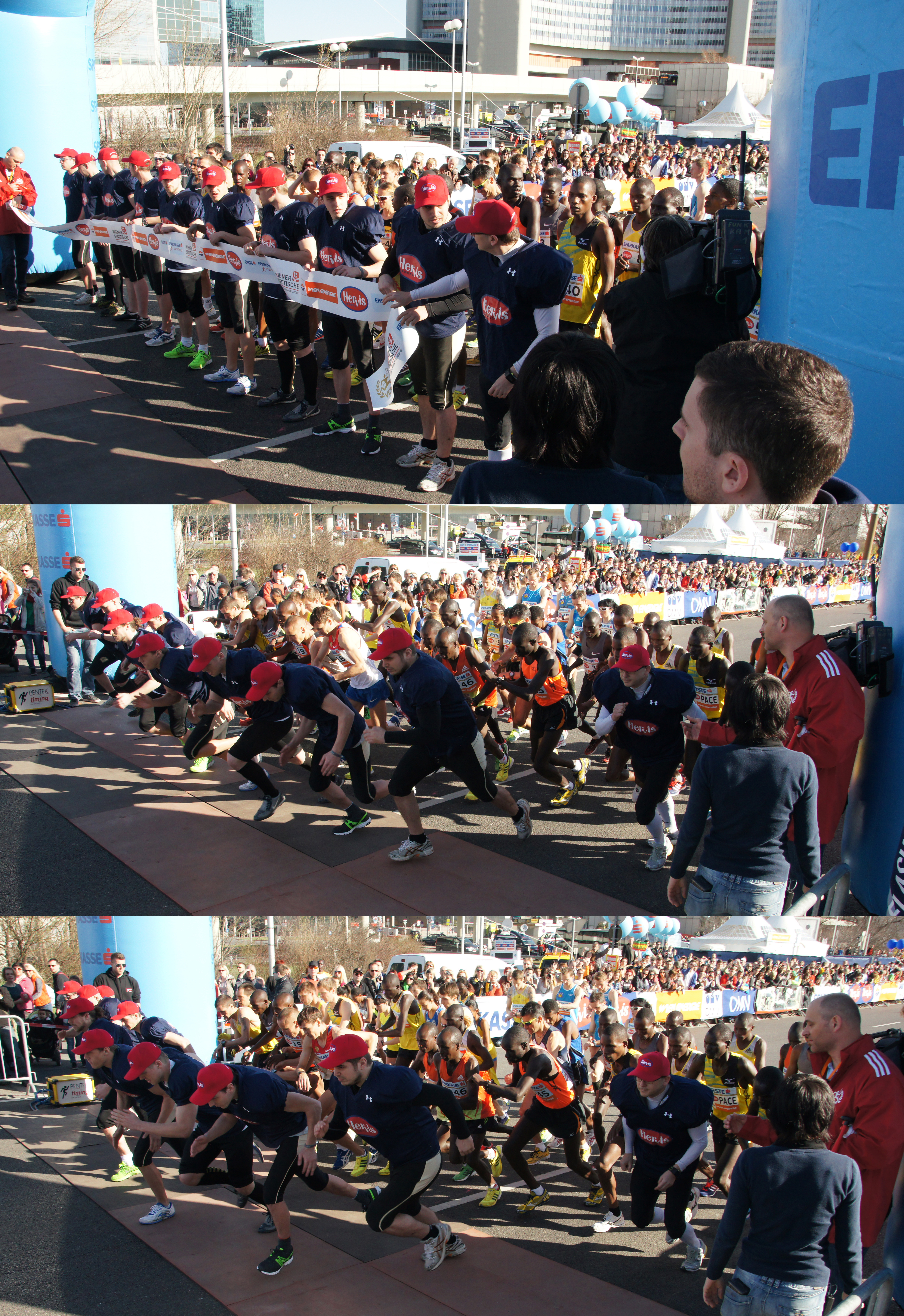
Start zum 30. Vienna City Marathon, 2013

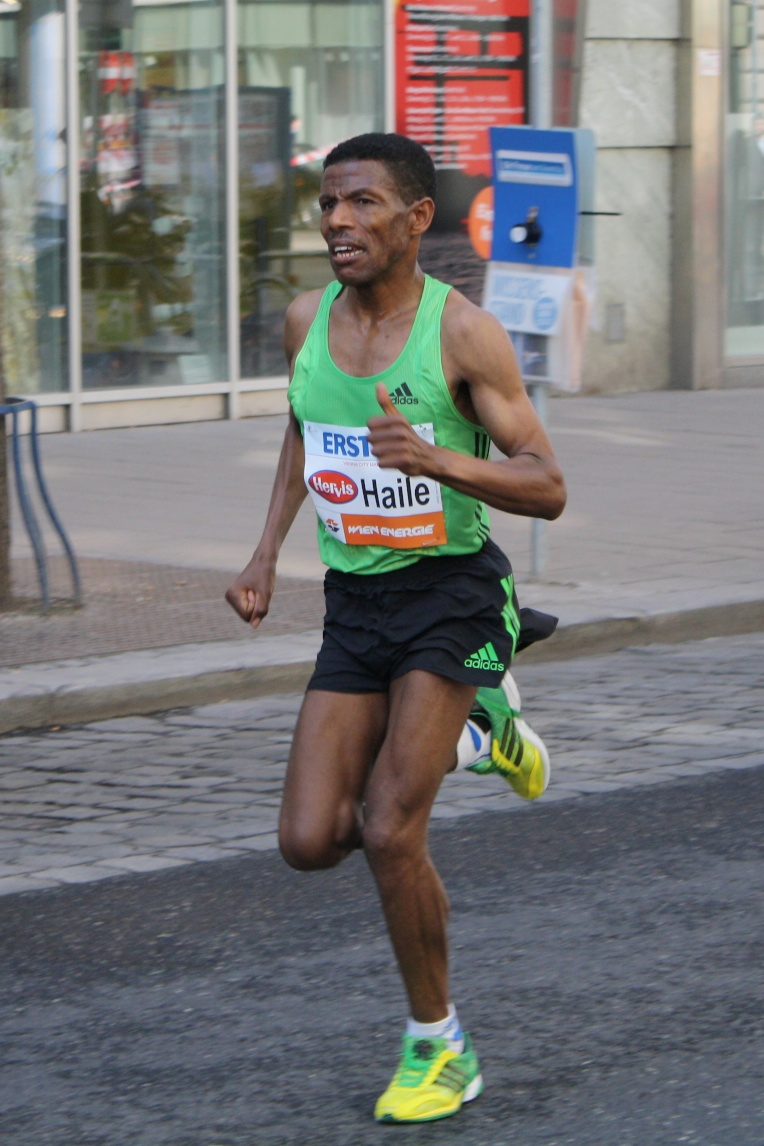
Haile Gebrselassie,
Sieger im Halbmarathon 2011

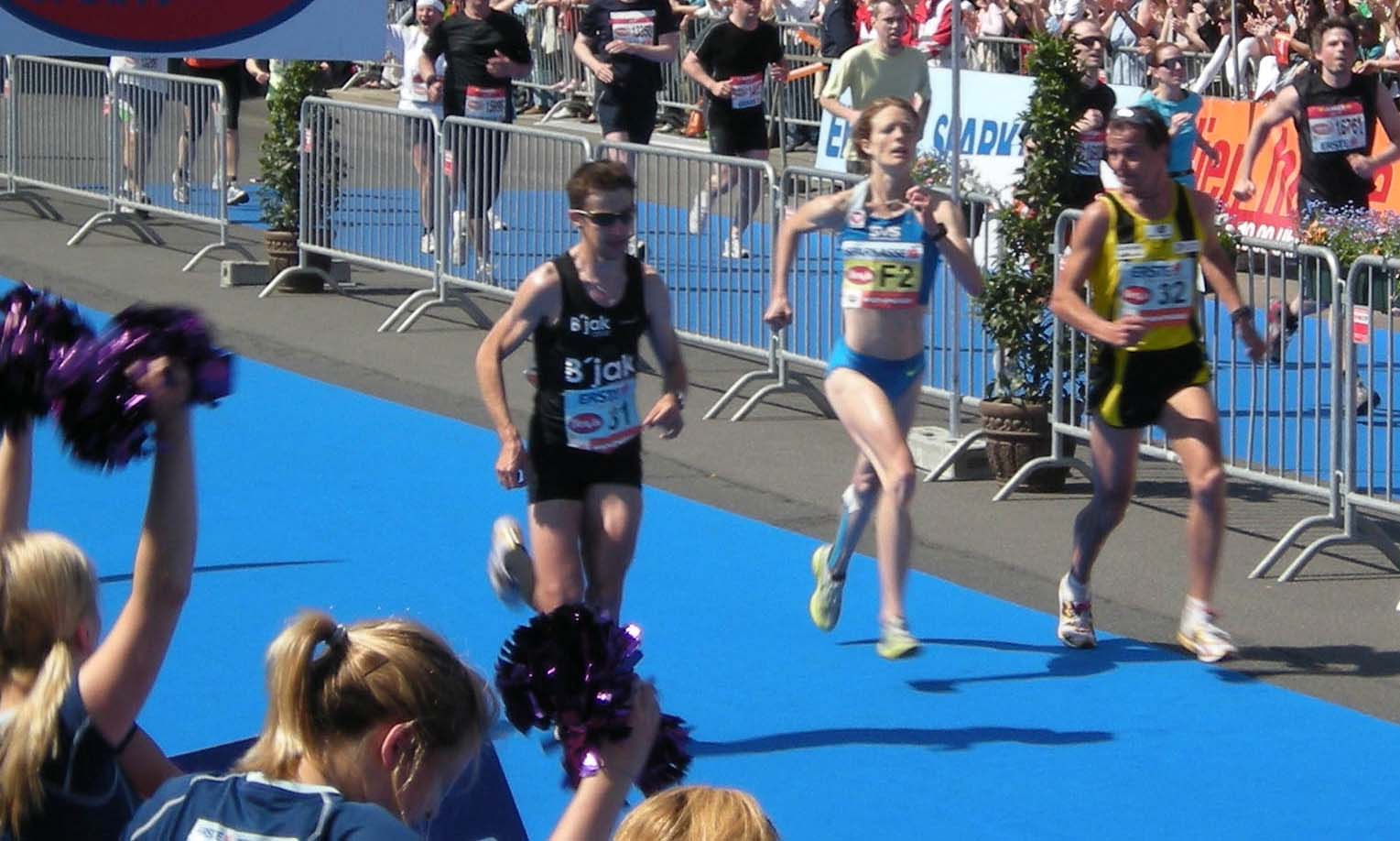
2009, von links: T. Bosnjak AUT (23.), Andrea Mayr AUT (22., Siegerin Frauen; österreichischer Rekord), Hermann Achmüller ITA (24.)

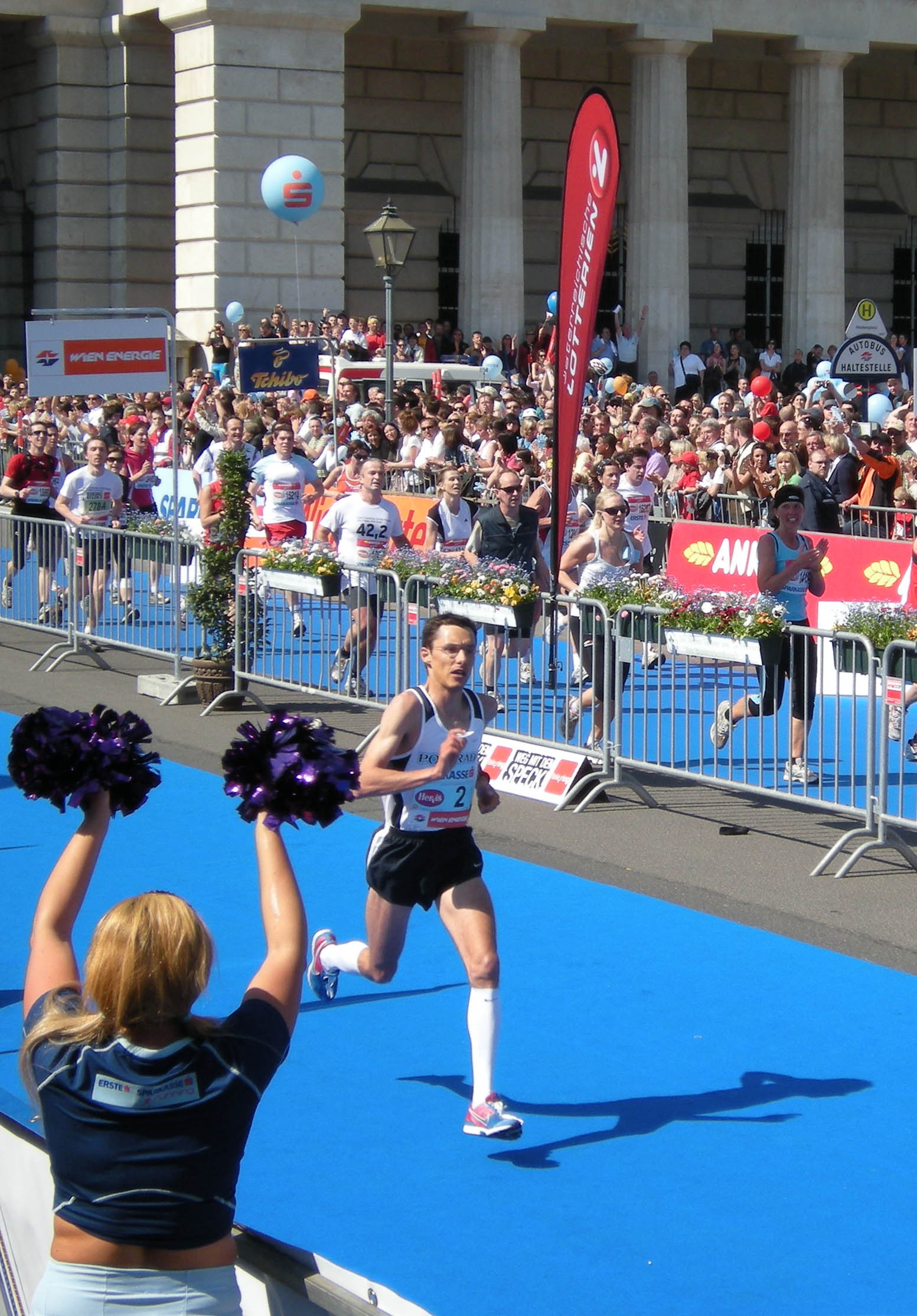
Günther Weidlinger in Wien, 2009

Der Vienna City Marathon (bis 1993 Frühlingsmarathon Wien) ist der größte Marathon Österreichs und findet seit 1984 jährlich im Frühjahr in Wien statt. Neben der 42,195-km-Strecke werden auch ein Halbmarathon, ein Staffelmarathon sowie ein 10-km-Lauf angeboten.

## Strecke
Die Strecke beginnt am Vienna International Centre, überquert auf der Reichsbrücke die Donau und führt über den Praterstern in den Wiener Prater, auf dem linken Ufer des Donaukanals zur Aspernbrücke und vorbei an der Urania auf die Ringstraße. An der Staatsoper verlässt sie den Ring, führt über die linke Wienzeile zum Schloss Schönbrunn und über die Mariahilfer Straße zurück Richtung Ringstraße. Seit 2016 biegen die Marathonläufer auf den Museumsplatz ab, während die Halbmarathonläufer auf die Ringstraße und in das Ziel vor dem Burgtheater laufen. Die Strecke geht für die Marathonläufer hinter dem Rathaus weiter, danach führt die Strecke in den Alsergrund, dort auf der Friedensbrücke quert sie den Donaukanal und weiter über das linke Donaukanalufer erreicht sie ein zweites Mal den Prater. Nach einer weiteren Praterrunde am Ernst-Happel-Stadion und am Lusthaus vorbei, geht es über die Franzensbrücke erneut auf die Ringstraße bis zum Ziel vor dem Burgtheater.

## Geschichte
1987 bestritt mit Geri Winkler zum ersten Mal ein insulinabhängiger Diabetiker erfolgreich einen Marathonlauf.
Acht österreichische Marathon-Rekorde wurden im Laufe der Geschichte bei dieser Veranstaltung aufgestellt:
- drei von Gerhard Hartmann (1984, 1985 und 1986)
- jeweils einer von
  - Dagmar Rabensteiner (2:35:42, 2002)
  - Susanne Pumper (2:32:21, 2006)
  - Andrea Mayr (2:30:43, 2009)
  - Lemawork Ketema (2:10:44, 2019)
  - Julia Mayer (2:30:42, 2023)

2020 wurde die ursprünglich für den 19. April geplante Veranstaltung aufgrund der COVID-19-Pandemie abgesagt.
Die Durchführung im September 2021 war der erste große Marathonlauf in Europa nach Beginn der Corona-Pandemie. Maßnahmen vermieden große und dichte Besucheranhäufungen, Teilnehmer und die über 3000 Mitarbeiter waren auf Corona getestet. Vor dem Marathon mit Halbmarathon am Sonntag fand auch das übliche Vorprogramm am Samstag statt: Inclusion Run, Kinderläufe und 10-km-Lauf. Die Teilnehmerzahl 2021 war mit 26.000 etwa ein Drittel geringer als vor der Pandemie mit 40.000, weshalb der Lauf „kein Geschäft“ war, so der langjährige Veranstaltungschef Wolfgang Konrad.

Zwei besondere Vorkommnisse überschatteten den Lauf 2021:
Der ursprüngliche Sieger des Marathons Derara Hurisa wurde disqualifiziert, da er nicht zugelassene Laufschuhe mit einer zu dicken Zwischensohle getragen hatte. Ein 40-jähriger Hobbyläufer auf der Halbmarathon-Distanz brach kurz vor dem Ziel beim Burgtheater zusammen, erlitt einen Herz-Kreislaufstillstand wurde rasch mit Reanimationstechniken behandelt, starb jedoch im Krankenhaus. Während der Versorgung am Sturzort wurden nachfolgende Läufer ein Stück weit auf die Marathonstrecke auf der anderen Breitenhälfte der Fahrbahn umgeleitet.
2025 kürte sich der Äthiopier Haftamu Abadi mit 21 Jahren zum jüngsten Sieger in der VCM-Geschichte. Er gewann ein von Kälte und Wind begleitetes Rennen in 2:08:28 Stunden.

## Statistik

### Streckenrekorde
- Marathon
  - Männer: 2:05:08 h, Samwel Mailu (KEN), 2023
  - Frauen: 2:20:59 h, Vibian Chebkirui (KEN), 2022[5]

Damit rangiert der Vienna City Marathon, mit 4:26:07 h, auf der Liste der schnellsten Marathonveranstaltungen (ermittelt durch Addition der Streckenrekorde) auf Platz 19 weltweit.
- Halbmarathon
  - Männer: 1:00:18 h, Haile Gebrselassie (ETH), 2011
  - Frauen: 1:12:03 h, Paula Radcliffe (GBR), 2012

### Siegerlisten

#### Marathon
Quellen: Website des Veranstalters, ARRS
| Jahr          | Männer                               | Nation                               | Zeit                                 | Frauen                               | Nation                               | Zeit                                 |
| ------------- | ------------------------------------ | ------------------------------------ | ------------------------------------ | ------------------------------------ | ------------------------------------ | ------------------------------------ |
| 6. Apr. 2025  | Haftamu Abadi                        | Äthiopien                            | 2:08:28                              | Betty Chepkemoi                      | Kenia                                | 2:24:14                              |
| 21. Apr. 2024 | Chala Regasa                         | Äthiopien                            | 2:06:35                              | Nazret Weldu                         | Eritrea                              | 2:24:08                              |
| 23. Apr. 2023 | Samwel Mailu                         | Kenia                                | 2:05:08                              | Magdalyne Masai                      | Kenia                                | 2:24:12                              |
| 24. Apr. 2022 | Cosmas Muteti                        | Kenia                                | 2:06:53                              | Vibian Chepkurui -2-                 | Kenia                                | 2:20:59                              |
| 12. Sep. 2021 | Leonard Langat                       | Kenia                                | 2:09:25                              | Vibian Chepkurui                     | Kenia                                | 2:24:29                              |
| 19. Apr. 2020 | wegen der COVID-19-Pandemie abgesagt | wegen der COVID-19-Pandemie abgesagt | wegen der COVID-19-Pandemie abgesagt | wegen der COVID-19-Pandemie abgesagt | wegen der COVID-19-Pandemie abgesagt | wegen der COVID-19-Pandemie abgesagt |
| 7. Apr. 2019  | Vincent Kipchumba                    | Kenia                                | 2:06:56                              | Nancy Kiprop -3-                     | Kenia                                | 2:22:09                              |
| 22. Apr. 2018 | Salaheddine Bounasser                | Marokko                              | 2:09:29                              | Nancy Kiprop -2-                     | Kenia                                | 2:24:18                              |
| 23. Apr. 2017 | Albert Korir                         | Kenia                                | 2:08:40                              | Nancy Kiprop                         | Kenia                                | 2:24:20                              |
| 10. Apr. 2016 | Robert Chemosin                      | Kenia                                | 2:09:48                              | Shuko Genemo                         | Äthiopien                            | 2:24:31                              |
| 12. Apr. 2015 | Sisay Lemma                          | Äthiopien                            | 2:07:31                              | Maja Neuenschwander                  | Schweiz                              | 2:30:09                              |
| 13. Apr. 2014 | Getu Feleke                          | Äthiopien                            | 2:05:41                              | Anna Hahner                          | Deutschland                          | 2:28:59                              |
| 14. Apr. 2013 | Henry Kemo Sugut -3-                 | Kenia                                | 2:08:19                              | Flomena Cheyech Daniel               | Kenia                                | 2:24:34                              |
| 15. Apr. 2012 | Henry Kemo Sugut -2-                 | Kenia                                | 2:06:58                              | Fate Tola -2-                        | Äthiopien                            | 2:26:39                              |
| 17. Apr. 2011 | John Kiprotich                       | Kenia                                | 2:08:29                              | Fate Tola                            | Äthiopien                            | 2:26:21                              |
| 18. Apr. 2010 | Henry Kemo Sugut                     | Kenia                                | 2:08:40                              | Hellen Jemaiyo Kimutai               | Kenia                                | 2:31:08                              |
| 19. Apr. 2009 | Gilbert Kipruto Kirwa                | Kenia                                | 2:08:21                              | Andrea Mayr                          | Österreich                           | 2:30:43                              |
| 27. Apr. 2008 | Abel Kirui                           | Kenia                                | 2:07:38                              | Luminița Talpoș -2-                  | Rumänien                             | 2:26:43                              |
| 29. Apr. 2007 | Luke Kibet Bowen                     | Kenia                                | 2:10:07                              | Luminița Talpoș                      | Rumänien                             | 2:32:21                              |
| 7. Mai 2006   | Lahoussine Mrikik                    | Marokko                              | 2:08:20                              | Tomo Morimoto                        | Japan                                | 2:24:33                              |
| 22. Mai 2005  | Mubarak Hassan Shami                 | Katar                                | 2:12:20                              | Florence Barsosio                    | Kenia                                | 2:31:40                              |
| 16. Mai 2004  | Samson Kandie                        | Kenia                                | 2:08:35                              | Rosaria Console                      | Italien                              | 2:29:22                              |
| 25. Mai 2003  | Joseph Chebet                        | Kenia                                | 2:14:49                              | Lucilla Andreucci                    | Italien                              | 2:35:32                              |
| 26. Mai 2002  | Moses Tanui                          | Kenia                                | 2:10:25                              | Ljudmyla Puschkina                   | Ukraine                              | 2:32:03                              |
| 20. Mai 2001  | Luís Novo                            | Portugal                             | 2:10:28                              | Jane Salumäe                         | Estland                              | 2:29:47                              |
| 21. Mai 2000  | Willy Cheruiyot Kipkirui             | Kenia                                | 2:08:48                              | Maura Viceconte                      | Italien                              | 2:23:47                              |
| 30. Mai 1999  | Andrew Eyapan                        | Kenia                                | 2:11:41                              | Florina Pană                         | Rumänien                             | 2:34:26                              |
| 24. Mai 1998  | Moges Taye                           | Äthiopien                            | 2:09:21                              | Irina Kazakova                       | Frankreich                           | 2:35:09                              |
| 25. Mai 1997  | Ahmed Salah                          | Dschibuti                            | 2:12:53                              | Tatjana Dschabrailowa                | Ukraine                              | 2:30:49                              |
| 14. Apr. 1996 | Dube Jillo                           | Äthiopien                            | 2:12:51                              | Aurica Buia                          | Rumänien                             | 2:31:39                              |
| 23. Apr. 1995 | Piotr Prusik                         | Polen                                | 2:15:23                              | Helena Javornik                      | Slowenien                            | 2:36:30                              |
| 10. Apr. 1994 | Joaquim Silva                        | Portugal                             | 2:10:42                              | Sissel Grottenberg                   | Norwegen                             | 2:36:17                              |
| 18. Apr. 1993 | Carlos Patrício                      | Portugal                             | 2:11:00                              | Bente Moe                            | Norwegen                             | 2:38:21                              |
| 26. Apr. 1992 | Karel David -2-                      | Tschechoslowakei                     | 2:12:25                              | Pascaline Wangui                     | Kenia                                | 2:40:50                              |
| 14. Apr. 1991 | Karel David                          | Tschechoslowakei                     | 2:12:25                              | Ľudmila Melicherová -2-              | Tschechoslowakei                     | 2:37:14                              |
| 22. Apr. 1990 | Gidamis Shahanga                     | Tansania                             | 2:09:28                              | Ľudmila Melicherová                  | Tschechoslowakei                     | 2:33:18                              |
| 16. Apr. 1989 | Alfredo Shahanga                     | Tansania                             | 2:10:29                              | Christa Vahlensieck                  | Deutschland                          | 2:34:46                              |
| 10. Apr. 1988 | Mirko Vindiš                         | Jugoslawien                          | 2:17:45                              | Glynis Penny                         | Vereinigtes Königreich               | 2:36:49                              |
| 5. Apr. 1987  | Gerhard Hartmann -3-                 | Österreich                           | 2:16:10                              | Carina Weber-Leutner                 | Österreich                           | 2:40:57                              |
| 13. Apr. 1986 | Gerhard Hartmann -2-                 | Österreich                           | 2:12:22                              | Birgit Lennartz                      | Deutschland                          | 2:38:31                              |
| 31. März 1985 | Gerhard Hartmann                     | Österreich                           | 2:14:59                              | Alena Zuchlo                         | Sowjetunion                          | 2:39:01                              |
| 25. März 1984 | Antoni Niemczak                      | Polen                                | 2:12:17                              | Renate Kieninger                     | Deutschland                          | 2:47:32                              |

#### Halbmarathon
Quellen: Website des Veranstalters
| Jahr | Männer                 | Nation      | Zeit    | Frauen                | Nation                 | Zeit    |
| ---- | ---------------------- | ----------- | ------- | --------------------- | ---------------------- | ------- |
| 2024 | Timo Hinterndorfer     | Österreich  | 1:03:05 | Melissa Hawtin        | Vereinigtes Königreich | 1:17:07 |
| 2023 | Markus Hartinger       | Österreich  | 1:06:49 | Beata Popadiak        | Polen                  | 1:19:02 |
| 2022 | Mario Bauernfeind      | Österreich  | 1:05:35 | Victoria Kenny        | Vereinigtes Königreich | 1:16:16 |
| 2021 | Andreas Stöckl         | Österreich  | 1:12:07 | Eva Wutti             | Österreich             | 1:16:14 |
| 2019 | Mario Bauernfeind      | Österreich  | 1:06:44 | Katalin Garami        | Ungarn                 | 1:17:04 |
| 2018 | Adam Konieczny         | Polen       | 1:11:15 | Michela Ciprietti     | Italien                | 1:22:52 |
| 2017 | Joé Simon              | Luxemburg   | 1:10:47 | Fabienne Amrhein      | Deutschland            | 1:14:43 |
| 2016 | Alexandru Corneschi    | Rumänien    | 1:07:00 | Zsófia Erdélyi        | Ungarn                 | 1:15:25 |
| 2015 | Eric Rüttimann         | Schweiz     | 1:07:34 | Susanne Mair          | Österreich             | 1:18:25 |
| 2014 | Mick Clohisey          | Irland      | 1:06:30 | Andrea Mayr           | Österreich             | 1:13:46 |
| 2013 | Haile Gebrselassie -3- | Äthiopien   | 1:01:14 | Tanith Maxwell        | Südafrika              | 1:17:17 |
| 2012 | Haile Gebrselassie -2- | Äthiopien   | 1:00:52 | Paula Radcliffe       | Vereinigtes Königreich | 1:12:03 |
| 2011 | Haile Gebrselassie     | Äthiopien   | 1:00:18 | Cristina Fruzmuz      | Rumänien               | 1:15:43 |
| 2009 | Manfred Heit           | Österreich  | 1:11:45 | Catherine Wilding     | Vereinigtes Königreich | 1:24:21 |
| 2008 | Thomas Langer          | Deutschland | 1:12:00 | Alina-Adriana Istudor | Rumänien               | 1:18:55 |
| 2007 | Florian Prüller        | Österreich  | 1:07:13 | Daniela Cârlan        | Rumänien               | 1:16:11 |
| 2006 | Hermann Achmüller      | Italien     | 1:07:57 | Kate Allen            | Österreich             | 1:14:24 |
| 2005 | Roman Weger            | Österreich  | 1:08:40 | Susanne Pumper        | Österreich             | 1:13:20 |

### Entwicklung der Teilnehmerzahlen
mit Nebenbewerb Halbmarathon
| 1984 | 794   | 25    | 3 %  |        |
| 1985 | 1.967 | 82    | 4 %  |        |
| 1986 | 2.070 | 85    | 4 %  |        |
| 1987 | 2.269 | 96    | 4 %  |        |
| 1988 | 2.278 | 97    | 4 %  |        |
| 1989 | 2.686 | 143   | 5 %  |        |
| 1990 | 3.901 | 254   | 7 %  |        |
| 1991 | 5.123 | 349   | 7 %  |        |
| 1992 | 4.548 | 321   | 7 %  |        |
| 1993 | 4.719 | 342   | 7 %  |        |
| 1994 | 4.782 | 321   | 7 %  |        |
| 1995 | 4.952 | 361   | 7 %  |        |
| 1996 | 4.604 | 357   | 8 %  |        |
| 1997 | 5.912 | 527   | 9 %  |        |
| 1998 | 6.660 | 640   | 10 % |        |
| 1999 | 6.112 | 608   | 10 % | 2.833  |
| 2000 | 8.493 | 1.009 | 12 % | 3.509  |
| 2001 | 9.215 | 1.127 | 12 % | 4.359  |
| 2002 | 8.831 | 1.159 | 13 % | 4.043  |
| 2003 | 7.739 | 1.155 | 15 % | 3.779  |
| 2004 | 5.942 | 853   | 14 % | 3.097  |
| 2005 | 5.233 | 760   | 15 % | 4.261  |
| 2006 | 5.581 | 907   | 16 % | 5.479  |
| 2007 | 5.880 | 908   | 15 % | 6.405  |
| 2008 | 6.251 | 966   | 15 % | 8.024  |
| 2009 | 5.021 | 822   | 16 % | 8.055  |
| 2010 | 5.051 | 822   | 16 % | 9.319  |
| 2011 | 5.914 | 909   | 15 % | 10.421 |
| 2012 | 5.892 | 1.019 | 17 % | 11.607 |
| 2013 | 6.877 | 1.290 | 19 % | 13.132 |
| 2014 | 6.348 | 1.160 | 18 % | 13.659 |
| 2015 | 5.971 | 1.122 | 19 % | 14.006 |
| 2016 | 6.501 | 1.326 | 20 % | 13.316 |
| 2017 | 6.320 | 1.372 | 22 % | 12.414 |
| 2018 | 5.434 | 1.177 | 22 % | 12.796 |
| 2019 | 5.739 | 1.283 | 22 % | 12.116 |
| 2020 | –     | –     | –    | –      |
| 2021 | 3.047 | 608   | 20 % | 7.158  |
| 2022 | 4.803 | 1.022 | 21 % | 9.365  |
| 2023 | 6.111 | 1.021 | 17 % | 12.499 |
| 2024 | 7.459 | 1.668 | 22 % | 12.256 |

## Trivia
Einschließlich des Vienna City Marathons 2024 sind – wie schon in den Vorjahren – noch sechs Läufer aktiv, die bei allen 40 Läufen seit 1984 teilgenommen und das Ziel erreicht haben. Bis 2019: 7, bis 2018: 8, bis 2016: 9, bis 2015: 10.
2014 wurde unter anderem beim City Marathon Szenen des Dokumentarfilms The Long Distance gedreht.
2017 betrug das Preisgeld für den Sieger und die Siegerin 15 000 Euro.
Sieger bzw. Siegerin liefen 2018 mit den Startnummern M-10 und F-1. Das Gros der Nummern weist kein M(ale)- oder F(emale)-Präfix auf.
Die VCM Heat Map auf der Website der Veranstaltung zeigt die aktuelle Läuferdichte und die Zuschauerdichte entlang der Strecke.